# Bernhard Wicki
Bernhard Wicki (Sankt Pölten, 28 ottobre 1919 – Monaco di Baviera, 3 gennaio 2000) è stato un attore e regista austriaco.

## Biografia
Il padre di Bernhard era un ingegnere svizzero e socio in una fabbrica di macchine, sua madre era austriaca con antenati ungheresi.
Prima che scoppiasse la seconda guerra mondiale e fosse condotto in battaglia sul fronte francese, Bernhard Wicki era un clown. Soldato probabilmente atipico, aveva l'abitudine di rubare cibo per i prigionieri e li intratteneva con i suoi numeri per alleviare in un qualche modo l'angoscia.
Terminato il conflitto torna allo spettacolo nel 1950 ed esordisce nel cinema. Nel 1954 recita in L'ultimo ponte, un dramma bellico ambientato in Jugoslavia; nel 1958 lavora in La gatta, altro film sulla guerra, dove interpreta un nazista sotto copertura che si trova invischiato, suo malgrado, con una partigiana. Nel 1963 è interprete insieme a Lilli Palmer dell'episodio Il serpente nel film collettivo L'amore difficile. Nel 1978 lavora nel noir Despair e conclude la carriera d'attore nel 1984 con Paris, Texas.
Come regista invece esordisce nel 1958 e l'anno dopo firma Il ponte, un amaro film sulla follia della guerra che costringe alla morte un gruppo di adolescenti; del 1965 è I morituri con Marlon Brando e Yul Brynner, dove il primo interpreta un disertore mandato in missione su una nave come sabotatore. Si ritira dalle scene a metà degli anni novanta.

## Filmografia parziale

### Regista
- Il ponte (Die Brücke) (1959)
- Das Wunder des Malachias (1961)
- Il giorno più lungo (The Longest Day) (1962), insieme a Ken Annakin e Andrew Marton
- La vendetta della signora (Der Besuch) (1964)
- Tu ne retournera plus (1964)
- I morituri (Morituri ) (1965)
- Il falso peso (Das Falsche Gewicht) (1973)
- La tela del ragno (Das Spinnennetz) (1989)

### Attore
- L'ultimo ponte (Die letze Brücke), regia di Helmut Käutner (1954)
- Una vita risorge (Das Zweite Leben), regia di Victor Vicas (1954)
- All'est si muore (Kinder, Mütter und ein General), regia di László Benedek (1955)
- Accadde il 20 luglio (Es geschah am 20 Juli), regia di Georg Wilhelm Pabst (1955)
- La regina Luisa (Königin Luise), regia di Wolfgang Liebeneiner (1957)
- Safari nei tropici (Flucht in die Tropennacht), regia di Paul May (1957)
- I legionari (Madeleine und der Legionär), regia di Wolfgang Staudte (1958)
- Due volte non si muore (Unruhige Nacht), regia di Falk Harnack (1958)
- La notte, regia di Michelangelo Antonioni (1961)
- L'amore difficile, regia di Alberto Bonucci, Sergio Sollima, Nino Manfredi, Alberto Bonucci e Luciano Lucignani (1963)
- L'alibi di cristallo (Die gläserne Zelle), regia di Hans W. Geißendörfer (1978)
- La donna mancina (Die linkshändige Frau), regia di Peter Handke (1978)
- Despair, regia di Rainer Werner Fassbinder (1978)
- La morte in diretta (La mort en direct), regia di Bertrand Tavernier (1980)
- The Mysterious Stranger, regia di Peter Hunt (1981)
- Un amore in Germania (Eine Liebe in Deutschland), regia di Andrzej Wajda (1983)
- Paris, Texas, regia di Wim Wenders (1984)
- Mosse pericolose (La Diagonale du fou), regia di Richard Dembo (1984)

## Riconoscimenti
- 1954
  - Deutscher Filmpreis
Candidatura per il miglior attore protagonista per L'ultimo ponte

- 1959
  - Deutscher Filmpreis
Miglior film culturale/documentario per Warum sind sie gegen uns?

- 1960
  - Deutscher Filmpreis
Miglior regista per Il ponte
  - Semana Internacional de Cine de Valladolid
Espiga de plata per Il ponte
  - Festival internazionale del cinema di Mar del Plata
Astor d'oro al miglior film per Il ponte
Premio FIPRESCI per Il ponte
  - Preis der deutschen Filmkritik
Miglior film per Il ponte

- 1961
  - Festival internazionale del cinema di Berlino
Orso d'argento per il miglior regista per Das Wunder des Malachias
Candidatura all'Orso d'oro per Das Wunder des Malachias
  - Cinema Writers Circle Awards
Miglior regista straniero per Il ponte

- 1963
  - Directors Guild of America Award
Candidatura al miglior regista per Il giorno più lungo (condiviso con Ken Annakin e Andrew Marton)
  - Semana Internacional de Cine de Valladolid
Premio Ciudad de Valladolid per Das Wunder des Malachias

- 1964
  - Festival di Cannes
Candidatura alla Palma d'oro per La vendetta della signora

- 1972
  - Deutscher Filmpreis
Miglior regista per Il falso peso
  - Golden Camera
Miglior film per la televisione tedesco per Il falso peso

- 1976
  - Deutscher Filmpreis
Premio d'onore per lo straordinario contributo al cinema tedesco

- 1977
  - Festival internazionale del cinema di Berlino
Candidatura all'Orso d'oro per Die Eroberung der Zitadelle

- 1985
  - Deutscher Filmpreis
Miglior regista per Die Grünstein-Variante

- 1988
  - Premio Adolf Grimme
Premio "Fiction/intrattenimento" per Sansibar oder Der letzte Grund

- 1989
  - Bayerischer Filmpreis
Premio onorario
  - Deutscher Filmpreis
Premio speciale per il 40º anniversario della Repubblica Federale Tedesca per Die Brücke
  - Festival di Cannes
Candidatura alla Palma d'oro per La tela del ragno

- 1990
  - Festival internazionale del cinema di Berlino
Berlinale Kamera
  - Deutscher Filmpreis
Miglior regista per La tela del ragno

- 1991
  - Guild of German Art House Cinemas
Miglior film tedesco per La tela del ragno